# Golpe de Estado na República Dominicana em 1963
O golpe de Estado na República Dominicana de 1963 foi um golpe de Estado que ocorreu em 25 de setembro de 1963 contra o presidente da República Dominicana Juan Bosch.

## Golpe
O presidente Juan Bosch, o primeiro presidente democraticamente eleito na República Dominicana após a queda da ditadura de Rafael Leonidas Trujillo, foi deposto em 25 de setembro de 1963, após apenas sete meses no poder. O golpe foi liderado pelos generais Elías Wessin y Wessin e Antonio Imbert Barrera, acusando Bosch e seu gabinete de serem "corruptos e pró-comunistas" e substituindo-os por uma junta militar de três homens. Bosch partiu para o exílio em Porto Rico.

## Reações
Os Estados Unidos condenaram o golpe, suspendendo a ajuda ao país e recusando-se a reconhecer a junta militar.

## Consequências
Menos de dois anos depois, a crescente insatisfação gerou outra rebelião militar em 24 de abril de 1965 que exigiu a restauração de Bosch. Os insurgentes, comandados pelo coronel Francisco Caamaño, retiraram a junta do poder em 28 de abril. Os Estados Unidos enviaram 22.000 soldados para a ilha na Operação Power Pack durante a guerra civil que se seguiu, ocupando Santo Domingo por vários meses enquanto um governo provisório era formado e eleições foram organizadas.
Um governo interino foi formado e as eleições foram marcadas para 1 de julho de 1966. Bosch retornou ao país e concorreu como candidato presidencial de seu partido. No entanto, fez uma campanha um tanto discreta, temendo por sua segurança e acreditando que seria expulso do cargo pelos militares novamente se vencesse. Ele foi derrotado por Joaquín Balaguer, que obteve 57% dos votos. As últimas tropas estadunidenses partiram em setembro de 1966.